# Forsorgscenter
 Der er for få eller ingen kildehenvisninger i denne artikel, hvilket er et problem. Du kan hjælpe ved at angive troværdige kilder til de påstande, som fremføres i artiklen.

Forsorgscenter var en regional administrative enhed under Statens Åndssvageforsorg 1959 - 1980. Danmark var opdelt i 10 forsorgscentre, som hver rummede en centralinstitution og decentrale lokalinstitutioner, skoler, børnehaver, pensionater og beskyttede værksteder. Forsorgscentret var ledet af Centerledelsen, som bestod af en overlæge, økonomiinspektøren, sociallederen og undervisningslederen. En vis form for regionalt tilsyn blev forestået af et Lokalt vejledende råd, som repræsenterede amtsrådet og faglige organisationer.
Efter særforsorgens udlægning i 1980 overgik forsorgscentrenes funktioner til amterne.